# Cessna XMC
Die zweisitzige Cessna XMC wurde 1970 von Cessna Aircraft Company gebaut, um verschiedene Konzepte in der Konstruktion von Leichtflugzeugen mit einem Druckpropeller in Schubkonfiguration und die Lärmminderung der Schalenbauweise zu testen.
Das Testprogramm lief von Anfang 1971 bis Ende 1972. Es wurden zwei Versionen gebaut. Der erste Prototyp wurde als N7174C registriert und wurde von einem Continental O-200 mit 100-PS-(75-kW)-Motor in Schub-Konfiguration montiert angetrieben. Das war der gleiche Motor, der in der Serienproduktion in der Cessna 150 eingesetzt wurde. Cessna wählte bei der Konstruktion eine recht ungewöhnliche Auslegung, dass so genannte Zentralschubsystem. Der Rumpf wurde als Gondel konstruiert, an deren Heck sich ein Aggregat mit einem Druckpropeller oder auch Mantelpropeller befand. Der schallisolierte Rumpf wurde in Ganzmetall-Halbschalenbauweise gefertigt. Die in Schulterdeckeranordnung ausgeführten Tragflächen waren mit positiver Pfeilung angeordnet. Das Leitwerk wurde als Doppelleitwerk ausgelegt.
Der erste Flug der XMC mit der internen Modellnummer 1014 fand  am 22. Januar 1971 mit dem Cessna Testpilot Bruce Barrett  statt. Das Flugzeug wurde 1972 geändert und wurde mit neuer Modellnummer 1034 und Mantelpropeller erstmals am 1. Juni 1972  geflogen.

## Varianten
- Model 1014 XMC
- Model 1034 XMC mit Mantelpropeller und geänderte Tragflächen mit Winglets

Die Testergebnisse wurden bei der Weiterentwicklung der Cessna Skymasterserie und der C-150 Serie verwendet.